# Жиль Блас
«История Жиль Бласа из Сантильяны» (фр. L'Histoire de Gil Blas de Santillane) — плутовской роман, написанный Аленом Рене Лесажем с 1715 по 1735 год. Роман считается последним шедевром плутовского жанра.

## Сюжет
Жиль Блас родился в бедной семье конюха и горничной из Сантильяны, Кантабрия. Дядя занимался его образованием. В возрасте 17 лет Жиль оставляет Овьедо, чтобы поступить в университет Саламанки. Но мечты о блестящем будущем рушатся: юноша оказывается под влиянием коварных плутов, против своей воли становится сообщником банды жестоких грабителей и вскоре безвинно попадает в тюрьму, где его ещё и грабят тюремщики.
Со временем Жиль Блас становится лакеем и, на протяжении нескольких лет наблюдает жизнь в различных классах общества, как светского, так и клерикального. На протяжении своей службы он часто встречает людей с дурной репутацией и ловко адаптируется под различные ситуации благодаря своему остроумию и таланту приспосабливаться.
На протяжении романа Жиль Блас сменяет великое множество господ и профессий. Иногда к нему в руки попадают большие деньги, но он весьма быстро теряет своё неожиданное богатство — либо из-за того, что становится лёгкой добычей мошенников, либо из-за собственного расточительства, либо из-за трагического стечения обстоятельств.
После долгих приключений он находит себя при дворе как фаворит короля и секретарь премьер-министра. Добившись попадания в высшее общество благодаря тяжёлой работе и своему уму, Жиль может наконец-то удалиться в собственный замок, чтобы наслаждаться богатством и с трудом достигнутой честной жизнью.

## Литературное значение и критика

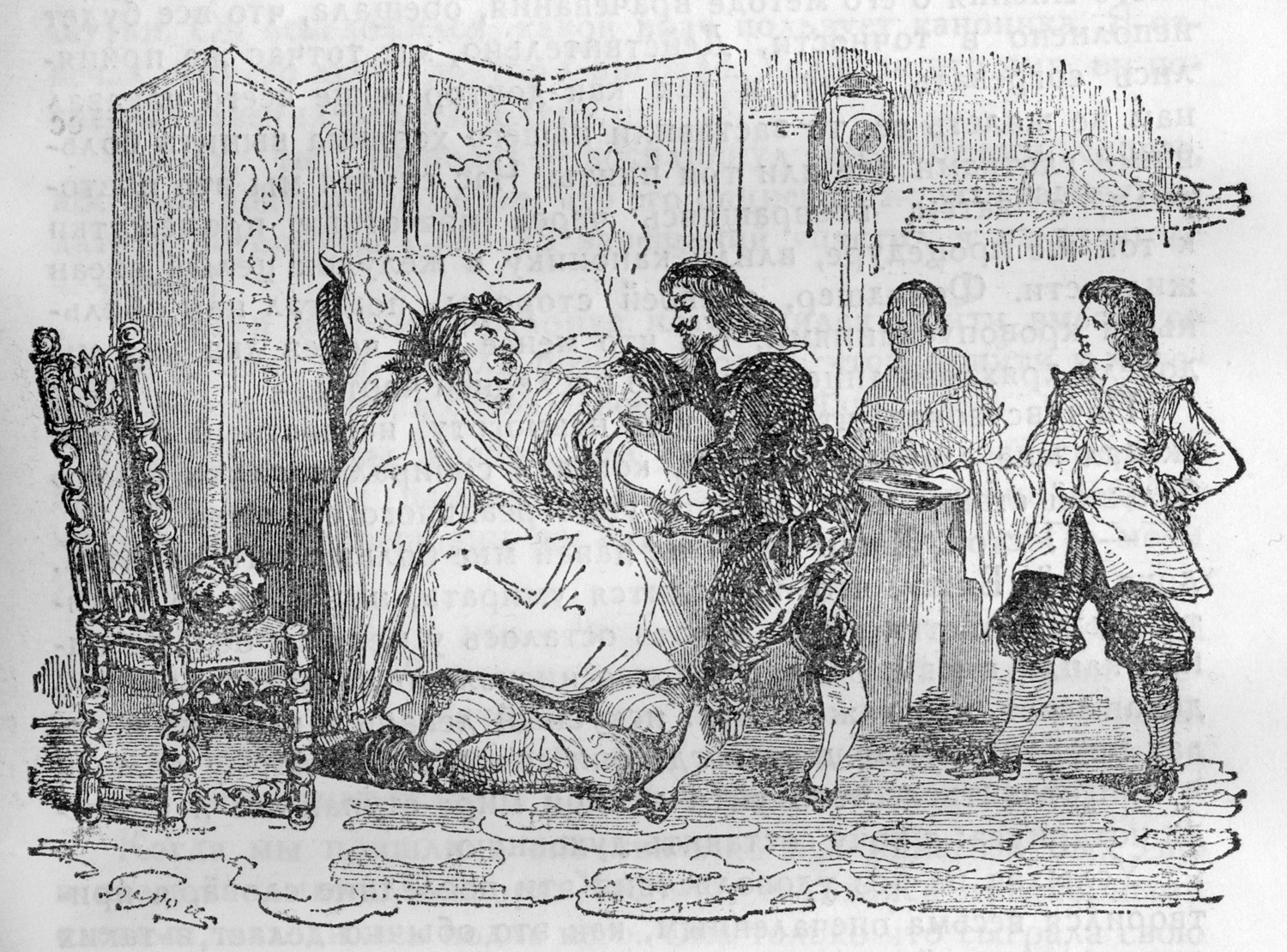
Процесс «лечения» пожилого каноника Седильо, хозяина Жиль Бласа. Курс «лечения», назначенный шарлатаном Санградо, состоял из обильного принятия воды и частых кровопусканий, и закончился для пациента весьма печально

«Жиль Блас» связан с пьесой Лесажа «Тюркаре» (1709). В обеих работах Лесаж использует хитрых лакеев в услужении вороватых хозяев, женщин сомнительной морали, «рогатых», но счастливых мужей, обжор, глупых поэтов, фальшивых учёных, а также опасно-невежественных докторов, чтобы отразить свои взгляды. Каждый класс и каждое занятие становится архетипом.
Роман одновременно универсальный и в то же время французский внутри испанского контекста. В 1757 году историк Брюзен де ла Мартиньер выразил мнение, что романные стилизации Лесажа поднимают испанские оригиналы на более высокий художественный уровень: «Особенность писательской манеры Лесажа состоит в том, что он доводит до совершенства все испанские источники. Так произошло и с „Жиль Бласом“, романом, который он превратил в неповторимый шедевр». При этом подлинность романа оспаривалась. Вольтер был среди первых, кто указал на сходство между «Жиль Бласом» Лесажа и романом «Жизнь стремянного Маркоса де Обрегон» Висенте Эспинеля (1550—1624). Лесаж действительно позаимствовал некоторые детали из этого романа.
Считая «Жиль Бласа» испанским по своей сути, Хосе Франсиско де Исла призывал перевести роман с французского на испанский, чтобы вернуть его к своей естественной форме. Хуан Антонио Льоренте предполагал, что «Жиль Блас» был написан историком Антонио де Солисом и Риваденейра, обосновывая это тем, что ни один современный писатель не смог бы создать произведение такой детальности и точности.

## Интересные факты
- Лесаж ни разу не бывал в Испании — при написании Жиль Бласа он вдохновлялся следующими источниками: испанские карты, путевые заметки Мадам д’Онуа («Путешествия в Испанию»), «Исторические и генеалогические исследования главных родов Испании» Имгофа, исторический трёхтомник аббата Вейрака «Нынешнее состояние Испании»; различные мемуары и политические памфлеты[1].
- Некоторые современники Лесажа полагали, что «Жиль Блас» — это просто ещё один перевод автора. Например, «Литературная газета Гааги» накануне того, как были опубликованы первые два тома романа в 1715, сделала анонс "очередного перевода господина Лесажа в духе «Хромого Беса», озаглавленного «Жиль Блас из Сантильяны» "[1].

## Аллюзии в других произведениях
- На Жиль Бласа ссылается Джонатан Свифт в сатирическом тексте «Наставление слугам» (1731), советуя слугам богатых хозяев брать как можно больше преимуществ и иметь как можно меньше проблем в своих ежедневных задачах. В главе, предназначенной для «интенданта и администратора», Свифт специально призывает читателя посмотреть, что говорил по данному поводу Жиль Блас, как самый компетентный источник.
- Жиль Блас также упоминается в произведении Томаса Фланагана «Французский год» (англ. The Year of the French), в котором поэт Оуэн МакКарти говорит о том, что держал при себе эту книгу «в [своих] скитаниях, много лет назад». Фланаган ссылается на Жиль Бласа для того, чтобы объединить бедных ирландских граждан с их французскими союзниками в восстании 1798 года, иллюстрируя тем самым, что, возможно, не все ирландцы так просты, как полагает Артур Винсент Брум, верноподданный рассказчик. Эта аллюзия на роман Лесажа также объединяет отчасти плутоватого МакКарти с самим Жиль Бласом.
- Жиль Блас упоминается в повести «Венера в Мехах» австрийского писателя Леопольда фон Мазоха. Персонаж повести Ванда фон Дунаева называет причиной своего свободного мышления раннее знакомство с классической литературой, в том числе чтение Жиль Бласа в возрасте десяти лет.
- Плутовской роман В. Т. Нарежного назывался «Российский Жилблаз» (1812—1813), а Ф. В. Булгарина «Иван Выжигин, или русский Жилблаз» (1829).
- Название Жиль Блас носила пятиактовая фарсовая опера, адаптирующая роман Лесажа и написанная Джоном Гамильтоном Рейнольдсом (англ. John Hamilton Reynold), возможно при участии Томаса Худа (англ. Thomas Hood), впервые поставленная на сцене 1 августа 1822 года. В свою первую ночь постановка длилась целых пять часов в Королевском театре на Стрэнде. Позже постановка была урезана до трёх актов, а название изменилось на «Юные дни Жиль Бласа». Согласно биографу Рейнольдса, Леонидасу М. Джонсу, текст постановки не сохранился.
- В письме Уильяму Дину Хоуэллсу (5 июля, 1875) Марк Твен говорит о недавнем завершении рукописи романа «Приключения Тома Сойера» (который написан от третьего лица) и решении не вводить Тома в период зрелости. Выполнение такой задачи, говорит он, «было бы провальным . . . в любой форме кроме автобиографической — подобно Жиль Бласу». На основании этого Уолтер Блэйр в своей книге «Марк Твен и Гек Финн» делает вывод, что новый роман Твена,«Приключения Гекльберри Финна», который, подобно плутовскому роману, прогоняет своего главного героя «сквозь жизнь», должен был быть написан от первого лица, и Жиль Блас был моделью.

## Адаптации в опере
- Теофиль Семет (фр. Théophile Semet) написал комическую оперу в пяти актах в 1860 году.
- Альфонс Цибулька написал оперу «Gil Blas von Santillana», с либретто от Ф.Зелла (англ. F. Zell) и Морица Уэста (англ. Moritz West). Опера впервые была поставлена в 1889 году.
- Советский композитор Александр Ручьёв (Зильбер) написал оперу «Жиль Блаз» в 1935 году.

## Экранизация
- В 1956 году вышел фильм «Приключения Жиля Бласа». Совместное производство Франции и Испании, режиссёрами которого выступили Рене Жоливе и Рикардо Муньос Суай, а главную роль в нём исполнил Жорж Маршаль.

## Издания романа
Первая публикация
- Histoire de Gil Blas de Santillane, Книги с 1 по 6 (1715)
- Histoire de Gil Blas de Santillane, Книги с 7 по 9 (1724)
- Histoire de Gil Blas de Santillane, Книги с 10 по 12 (1735)

Публикации в России
- 1792 — «Похожденія Жилблаза де Сантилланы, описанныя г. Ле Сажемъ, а переведенныя Васильемъ Тепловымъ въ Санкт Петербурге при Императорской академии наук, 1792 года»
- 1935 — «Похождения Жиль Бласа из Сантильяны», М.-Л.: Academia, В 2-х томах, 1935 год, 684 страниц, Перевод и примечания — Григорий Ярхо, Вступительная статья — С. С. Мокульский
- 1957 — «Похождения Жиль Бласа из Сантильяны», Издательство Академии наук БССР, 1957 год, 800 страниц, Перевод — Григорий Ярхо, Иллюстрации — Жан Жигу
- 1958 — «Похождения Жиль Бласа из Сантильяны», Лениздат, 1958 год, 815 страниц, Перевод — Григорий Ярхо, Вступительная статья — Е. Г. Эткинд, Иллюстрации — А. И. Константиновский
- 1990 — «Похождения Жиль Бласа из Сантильяны», Издательство «Правда», 1990 год, 768 страниц, Перевод — Григорий Ярхо, Вступительная статья и примечания — А. Бондарев, Иллюстрации — Жан Жигу (из Французского издания 1835 года).